# Сільські новини (газета, Чутове)
«Сільські новини» — чутівська районна україномовна суспільно-політична газета. Виходить щосуботи. Наклад: 2000 примірників.

## Історія
Перший номер газети вийшов 1931 року.

## Зміст
Виходить газета на 6 аркушах формату А3 один раз на тиждень. Основним наповненням газети є новини, місцева самоврядність, соціальні проблеми, економіка, сільське господарство, програма телепередач.